# Schioppo

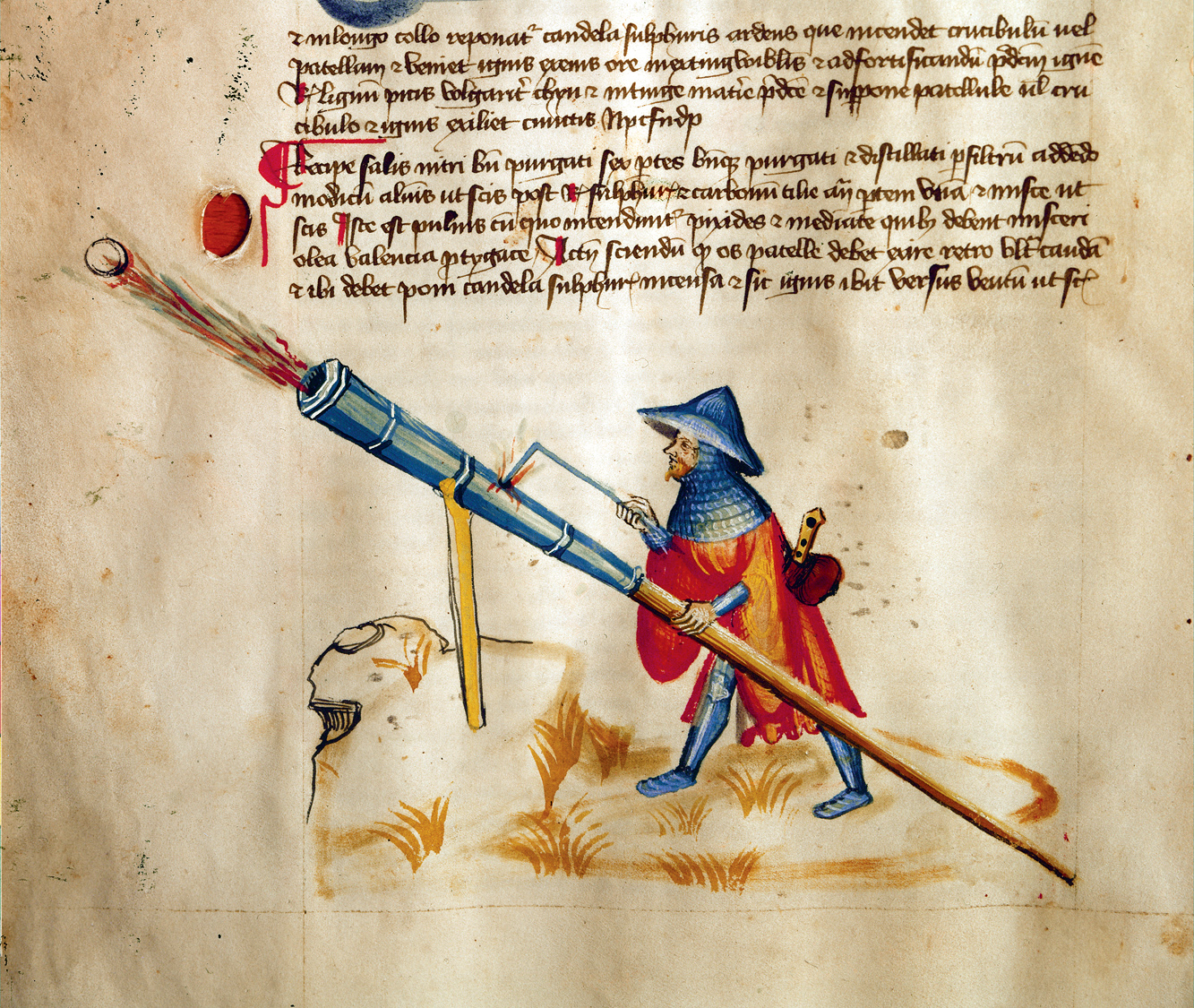
Schioppettiere dà fuoco alla miccia del suo schioppo - ill. di Konrad Kyeser (XIV-XV secolo)

Lo schioppo fu un'arma da fuoco creata collocando un piccolo cannone o una piccola bombarda alla sommità di un astile in legno che permetteva allo "schioppettiere" il trasporto di questo pezzo d'artiglieria di ridotte dimensioni.
Si ritiene sia stata una delle prime armi da fuoco mai create, inventata originariamente in Cina, ebbe larga diffusione in Europa nel corso del XIV secolo, veicolatovi dall'Italia. Restò in uso sino ai primordi del XVI secolo, quando venne definitivamente sostituito dall'archibugio, arma più precisa, maneggevole e dal sempre più avanzato sistema di scoppio.

## Storia
L'iniziale momento di promanazione sul suolo europeo non è oggi ancora del tutto chiaro. La datazione al XIV secolo è soltanto indicativa; sussiste infatti l'eventualità che la progettazione e la diffusione dei primi schioppi sia anteriore al 1300. Il dato certo è che furono le milizie cittadine italiane le prime a servirsi di quest'arma e che dall'Italia lo schioppo passò nelle Fiandre e da lì si diffuse nel Sacro Romano Impero Germanico ed in Inghilterra (1314). Nel Trecento, almeno in Italia Settentrionale, il termine "schioppo" fu utilizzato anche per definire bocche da fuoco di discrete dimensioni, montate su pesanti cavalletti di legno e poste a difesa di castelli e luoghi fortificati.

Più o meno concomitantemente all'Europa, anche la Corea iniziò a servirsi dei "cannoni a mano" importandone la tecnologia dalla Cina.
Dall'archetipo dello schioppo, dei non ben precisati armaioli tedeschi o spagnoli svilupparono, nel corso del XV secolo, l'archibugio con sistema d'accensione a miccia, la prima efficace arma da fuoco portatile che funse da "padre" ai moderni fucili.

L'introduzione sul teatro bellico europeo dei primi archibugi non comportò però la sparizione dello schioppo quanto piuttosto una sua ricollocazione nell'artiglieria propriamente detta. Nel corso del Quattrocento, soprattutto durante gli assedi, i servigi degli schioppettieri, ormai degli artiglieri specializzati, continuarono ad essere richiesti, mentre le migliorie del comparto siderurgico garantirono un ammodernamento dello schioppo: il passaggio a pezzi realizzati in ferro e non più in bronzo permise di ridurre le dimensioni delle pareti di canna e camera di scoppio, a vantaggio della portabilità dell'arma. Come valso per i cannoni di più grandi dimensioni, anche lo schioppo venne fatto oggetto di studi destinati alla creazione del "cannone-organo" (v. Arma da fuoco ad azionamento manuale) e del lanciafiamme. Parallelamente, si sperimentava una variante corta dello schioppo, destinata alle forze di cavalleria.
In Europa, lo schioppo cadde definitivamente in disuso ai primordi del XVI secolo, quando venne soppiantato da pezzi di artiglieria portatile più precisi come il Falconetto. L'esperimento dello "schioppo corto" per tiratori montati in sella trovò una sua concreta applicazione solo quando venne inventato il meccanismo d'accensione a ruota (v. acciarino) con la conseguente diffusione della pistola a ruota e del petrinale.

In Cina, il "cannone a mano" restò invece in uso sino al XIX secolo.
In italiano esiste l'espressione a un tiro di schioppo, che vuol dire "a breve distanza", proprio in relazione alla breve gittata che quest'arma aveva.
Esso viene inoltre citato da Ludovico Ariosto nella sua opera più celebre, l' Orlando Furioso : 
(Canto XI)

## Galleria d'immagini

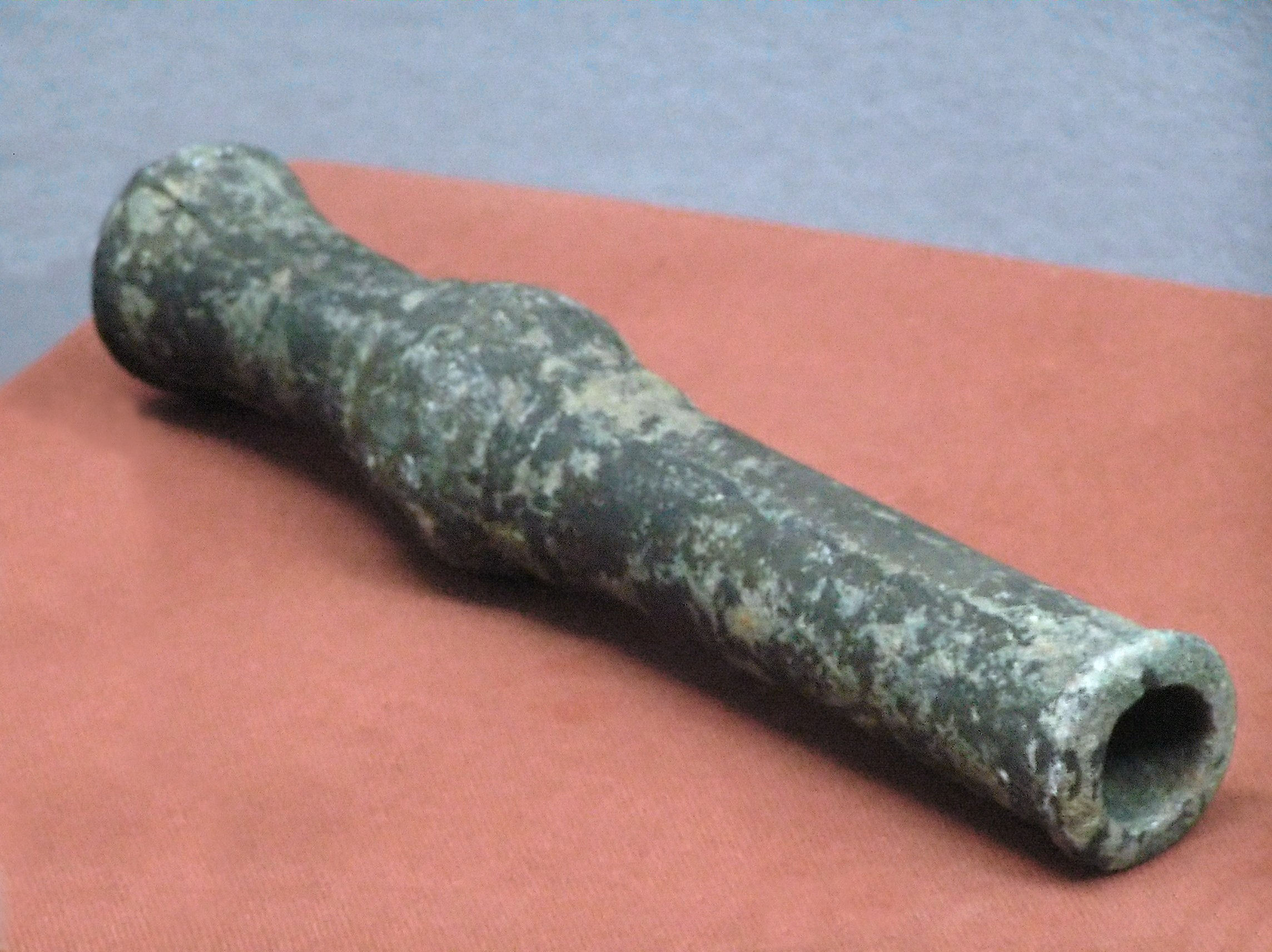
Schioppo cinese della Dinastia Yuan (1271-1368).
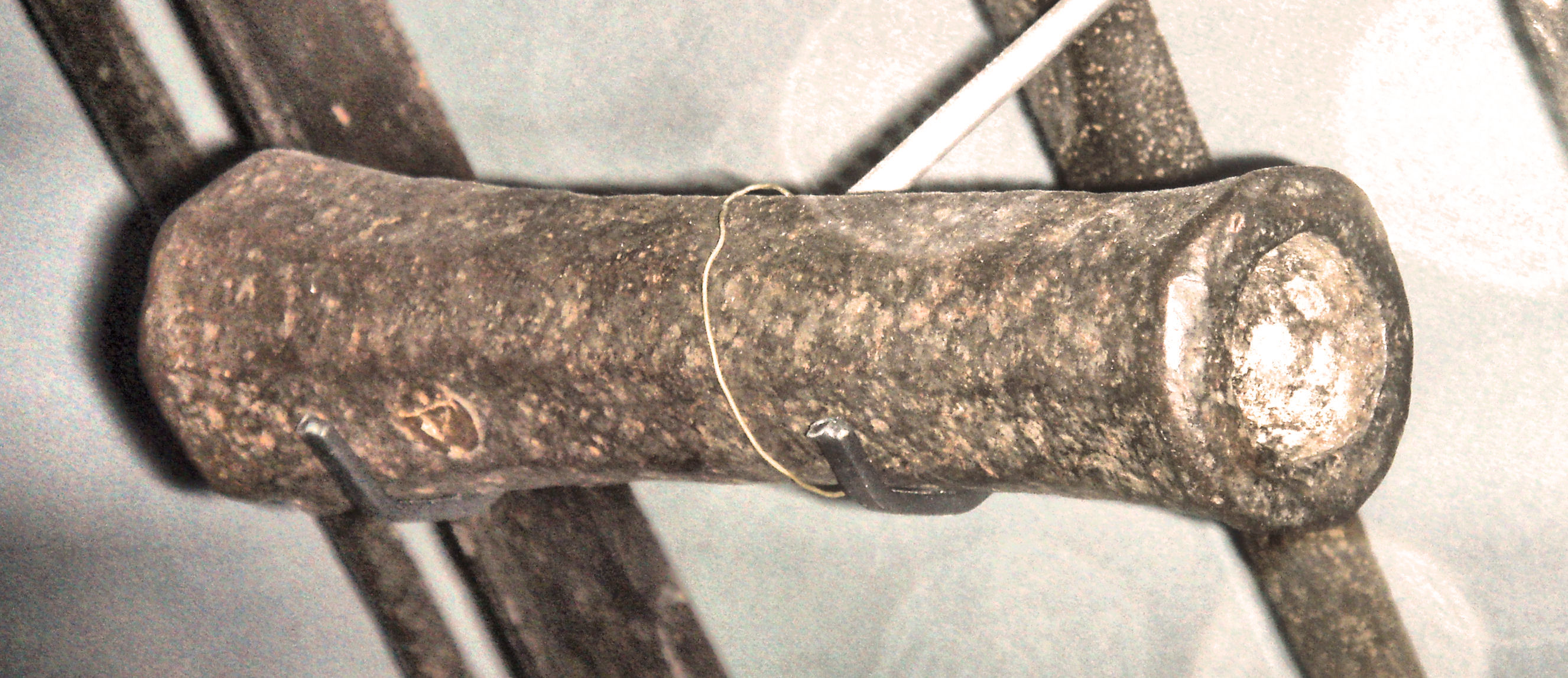
Schioppo europeo datato 1380 - Musée de l'Armée di Parigi.
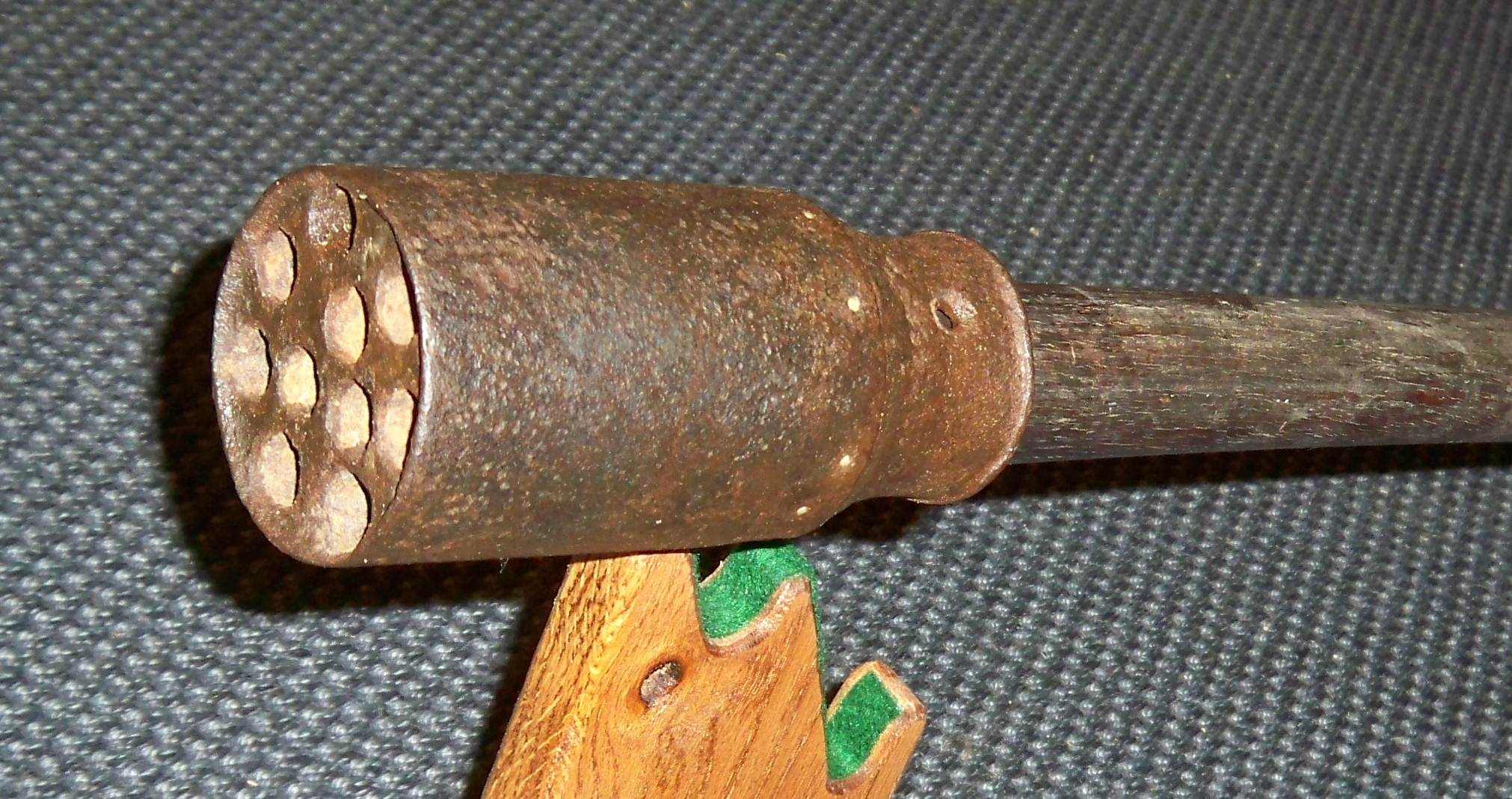
Schioppo europeo a dieci canne.